# Dolicholygus scrophulariae
Dolicholygus scrophulariae är en insektsart som först beskrevs av Bliven 1956.  Dolicholygus scrophulariae ingår i släktet Dolicholygus och familjen ängsskinnbaggar. Inga underarter finns listade i Catalogue of Life.